# Barnasants
El Festival Barnasants o BarnaSants es el festival internacional de cantautores de Barcelona, un festival de música de autor que se celebra en diferentes escenarios de Cataluña, si bien debe su nombre a su primera sede, Cocheras de Sants, en el barrio de Sants. El proyecto cultural fue una iniciativa encabezada  por el activista cultural Pere Camps, director y Premio Nacional de Música de Cataluña en 2012. 
Edición tras edición desde 1996 ha ido creciendo hasta llegar a ser el festival más importante en su género, presentando a las grandes figuras consagradas de la canción de autor y permitiendo a los nuevos valores presentar su trabajo.
Tiene más de una veintena de sedes en los que tienen lugar los conciertos y actividades, entre otros: Sala Luz de gas, Zacarías Club, Cocheras de Sants, Harlem Jazz Club, Auditorio de Barcelona, Palacio de los Deportes de Barcelona, el Palacio de la Música Catalana, Petit Palau, Auditorio de San Cugat y dos salas de Hospitalet (Teatre Joventut y Auditori Barradas), 
El festival está hermanado con otros proyectos de canción de autor como el italiano Club Tenco, a través del ciclo Cose di Amilcare, auspiciado en las sedes del Barnasants, el festival de la música tradicional Tradicionàrius, que se organiza en el barrio de Gracia de Barcelona, y con el que mantiene una estrecha vinculación. También vinculado estrechamente al Ciclo Hamaques de Casa América de Cataluña y al Cicle Amplificats de l’Auditori de Catalunya.
Por lo que atañe a las sedes, con una voluntad de deslocalizar la cultura el festival desde hace varias ediciones amplía sus sedes a la mayoría de territorios catalano-hablantes, que dentro de España significan, Comunidad Valenciana (Valencia, Alcoy, Villareal), Cataluña (Hospitalet de Llobregat, Barcelona, Altafulla, Tarrasa, San Baudillo de Llobregat, Viladecans, Gélida) e Islas Baleares (Petra).
Allende los mares el festival tiene una presencia natural en América Latina, con proyectos estables en Cuba (Barnasants - Cuba) se celebra con la colaboración del Centro Pablo de la Torriente y permite a los cantautores afincados en Cuba presentar sus trabajos en los escenarios donde transcurre el Barnasants y viceversa, acercar los cantautores que da nuestra tierra a la isla de Cuba.
También cabe destacar el reciente proyecto de hermanamiento con un país extranjero, en su primera edición Venezuela, que constó de un ciclo de conciertos dentro de la programación regular donde artistas de primer nivel y nuevas generaciones de cantautores hacen descubrir las raíces de su cultura por lo que afecta a la palabra musicada.
El espíritu del festival es acercar la cultura a un amplio espectro de público, erigiéndose de manera natural como altavoz para que propuestas que para la industria son consideradas minoritarias ya sea por su contenido o por su poca difusión mediática.
La lista de cantautores españoles e internacionales que han participado en sus diferentes ediciones es larguísima, pues se celebran más de cincuenta conciertos en cada edición durante casi tres meses: Silvio Rodríguez, Javier Ruibal, Javier Krahe, Joan Isaac, Mauro Pagani, Ismael Serrano, Jaume Sisa, Miquel Gil, Jabier Muguruza, Carme Canela, Lídia Pujol, Miquel Pujadó, Albert Fibla, Carlos Chaouen, Feliu Ventura, Marina Rossell, Névoa, Cecilia Todd, Luis Pastor, Ana Belén, Tomeu Penya, Silvia Comes, Martirio, Alejandro Filio, Ester Formosa, Francesc Pi de la Serra, Daniel Viglietti, Inma Serrano, José Antonio Labordeta, Luis Eduardo Aute, Javier Álvarez, Quique González, Quilapayún, Inti-Illimani, Marc Parrot, Lluís Llach, Toti Soler, Jorge Drexler, João Afonso, Manolo Tena, Pablo Guerrero, Franca Masu, Dani Flaco, Alejandro Martínez, Enric Hernàez, José Alejandro Delgado, Marta Gómez...